# Аеродром Копенхаген
Међународни аеродром Копенхаген (: , : ) (дан. Københavns Lufthavn), познат и као Каструп, је аеродром која опслужује Копенхаген, Данска. Аеродром је удаљен 8 km од средишта града, близу предграђа Каструп, и 24 km западно од центра Малмеа. То је и далеко највећа ваздушна лука Данске - 2018. године кроз аеродром је прошло преко 30 милиона путника.
Аеродром је један од три главна аеродрома за „Скандинејвијан Ерлајнс”, и авио-чвориште је и за „Норвиџан ер шатл” и „Томас Кук Ерлајнс Скендинавија”.

## Авио-компаније и дестинације

### Терминал 1
- Дејниш ер транспорт (Борнхолм)
- Сајмбер ер (Алборг, Билунд, Борнхолм, Каруп, Сондерборг)
- Скандинејвијан ерлајнс систем (Алборг, Архус)
- Стерлинг ервејз (Алборг, Билунд)

### Терминал 2
- Адрија ервејз (Љубљана)
- Аерофлот (Москва-Шереметјево)
- Аркија (Тел Авив)
- Атлантик ервејз (Фарска Острва)
- Брисел ерлајнс (Брисел)
- Бритиш ервејз (Лондон-Хитроу)
- Булгаријан ер чартер (Бургас, Пловдив) [сезонски]
- Делта ер лајнс (Атланта)
- Ер Гринланд (Кангерлусуак, Нарсарсуак)
- Ер Лингус (Даблин)
- Ер Франс (Париз-Шарл де Гол)
  - летове обавља Брит ер (Лион, Стразбур)
- Иберија ерлајнс (Мадрид)
- изиЏет (Берлин-Шенефелд, Лондон-Станстед)
- Иран ер (Техеран-Имам Хомеини)
- Исланд експрес (Акурејри, Егилстадир, Рејкјавик-Кефлавик)
- Ер Србија (Београд-Никола Тесла)
- КЛМ (Амстердам)
- Кроација ерлајнс (Загреб) [почиње од маја 2008.]
- ЛОТ Полиш ерлајнс (Варшава)
- Мидл ист ерлајнс (Бејрут)
- Норвешки ер шатл (Варшава, Осло-Гардермоен, Стокхолм-Арланда)
- Остфриесише Луфтранспорт (Бремен)
- Пакистан интернашонал ерлајнс (Исламабад, Карачи, Лахор, Осло)
- Росија (Санкт Петербург)
- Сајмбер ер (Базел/Милуз, Букурешт-Отопени, Вроцлав, Норкопинг, Њукасл, Паланга)
- Сан Д'Ор (Тел Авив)
- Свис интернепнал ер лајнс (Цирих)
- Сиријан араб ерлајнс (Дамаск)
- Стерлинг ерлајнс (Аликанте, Амстердам, Атина, Барселона, Берген, Берлин-Тегел, Биариц, Брисел, Будимпешта, Бургас, Валенција, Венеција, Гетеборг-Ландветер, Гран Канерија, Дортмунд, Единбург, Женева, Ист Мидландс, Краков, Лондон-Гетвик, Малага, Милано-Малпенса, Монтпелиер, Мурција, Напуљ, Ница, Осло-Гардермоен, Палма де Мајорка, Париз-Шарл де Гол, Праг, Рим, Салцбург, Сплит, Стокхолм-Арланда, Тенерифе-Југ, Фаро, Фиренца, Чанија)
- ТАП Португал (Лисабон, Осло)
- Теркиш ерлајнс (Анкара, Истанбул-Ататурк, Кајсери, Коња)
- Финер (Хелсинки)
- ЧСА (Праг)
- Џет ер (Бидгошч, Лођ)
- Џетајм (Малта)

### Терминал 3
- Видерое (Осло-Рајге, Садерфјорд, Ставангер, Трондхеим, Хаугесунд)
- ерБалтик (Вилњус, Калињинград, Лиепаја, Рига)
- Исландер (Рејкјавик-Кефлавик)
- Луфтханза (Минхен, Франкфурт)
- НекстЏет (еребро)
- Остријан ерлајнс (Беч)
- Сингапур ерлајнс (Сингапур)
- Скајвејз експрес (Карлстад, Линкопинг)
- Скандинејвијан ерлајнс систем (Абердин, Амстердам, Атина, Бангкок-Суварнауми, Берген, Берлин-Тегел, Беч, Бирмингем, Брисел, Букурешт-Отопени, Варшава, Вашингтон-Далес, Венеција, Гдањнск, Гетеборг, Даблин, Делхи [почиње од 27. октобра 2008.], Диселдорф, Дубаи [сезонски], Женева, Кангерлусуак, Кијев-Бориспил, Кристиансанд, Лондон-Град, Лондон-Хитроу, Мадрид, Манчестер, Милано-Линате, Милано-Малпенса, Минхен, Москва-Шереметјево, Ница, Њуарк, Осло-Гардермоен, Паланга, Париз-Шарл де Гол, Пекинг, Познањ, Праг, Приштина [сезонски], Рим-Леонардо да Винчи, Сан Франсиско [почиње од пролеће 2009.], Санкт Петербург, Сијетл/Такома, Ставангер, Стокхолм-Арланда, Тампере, Токио-Нарита, Турку, Франкфурт, Хамбург, Хановер, Хелсинки, Цирих, Чикаго-О'Хара, Штутгарт)
  - летове обавља Сајмбер ер (Алесунд, Арвидсјаур [сезонски], Келн/Бон, Луксембург, Нирнберг, Тампере)
- Тај ервејз интернашонал (Бангкок-Суварнабуми)